# 国富町立八代中学校
国富町立八代中学校（くにとみちょうりつ やつしろちゅうがっこう）は、宮崎県東諸県郡国富町大字八代南俣にある公立中学校。

## 概要
歴史
1947年（昭和22年）の学制改革により、新制中学校として創立。現校名となったのは1956年（昭和31年）。2022年（令和4年）に創立75周年を迎えた。
校章
1953年（昭和28年）に制定。白石盛香による図案。桜の花弁を背景にして、中央に「中」の文字を配している。
校歌
1956年（昭和31年）に制定。作詞は阿萬祥吉（第三代校長）、作曲は石田良男による。歌詞は3番まであり、各番の歌詞中に校名の「八代中学」が登場する。
通学区域
- 国富町立八代小学校区[1]

## 沿革
- 1947年（昭和22年）
  - 4月30日 - 新制中学校「八代村立八代中学校」の設置が認可される。初代校長に小川比農夫が就任。
  - 5月8日 - 学制改革（六・三制の実施）により、新制中学校「八代村立八代中学校」が開校。開校式および入学式を挙行。
  - 7月13日 - 茶臼岳分校（ちゃうすだけ）を開設。
  - 9月 - 父母と先生の会を結成。
- 1953年（昭和28年）5月 - 校旗・校章を制定。
- 1956年（昭和31年）
  - 3月23日 - 校歌を制定。
  - 9月30日 - 国富町の発足に伴い、「国富町立八代中学校」（現校名）に改称。
- 1962年（昭和37年）1月 - 技術室が完成。
- 1963年（昭和38年）3月 - 新校舎（第一期工事）が完成。
- 1964年（昭和39年）2月 - 新校舎（第二期改築工事）が完成。
- 1965年（昭和40年）3月31日 - 茶臼岳分校を廃止。
- 1969年（昭和44年）4月 - 学校給食を開始。
- 1972年（昭和47年）2月 - 体育館が完成。
- 1976年（昭和51年）8月 - 運動場に全面芝張りを実施。
- 1981年（昭和56年）3月 - 新技術室が完成。
- 1983年（昭和58年）8月 - 体育館の改装が完了。
- 1987年（昭和62年）8月 - 旧校舎を解体の上、仮校舎へ移転。
- 1988年（昭和63年）3月 - 新校舎が完成。
- 2002年（平成14年）4月 - 新体育館が完成。
- 2005年（平成17年）8月 - 放送棟が完成。
- 2007年（平成19年）1月 - 正門のフェニックスの木を撤去。
- 2009年（平成21年）3月 - 新八代小学校校歌を作曲（3学年選択音楽教科生徒）。

## 部活動
運動部
- バレーボール部（男・女）
- ソフトテニス部（女）

文化部
- 吹奏楽部

## 制服
男子　
- 冬服 - 標準的な学生服上下
- 夏服 - カッターシャツ、スラックス

女子　
- 冬服 - セーラー服、吊りスカート
- 夏服 - カッターシャツ、吊りスカート

## 交通
最寄りのバス停留所
- 宮崎交通バス 「八代中学校前」下車 徒歩3分

## 周辺
- 国富町立八代小学校
- 国富町こどもセンター
- 八代郵便局
- 川上神社